# Prima battaglia di Port-Saint-Père
La Prima battaglia di Port-Saint-Père è stata una battaglia della Prima guerra di Vandea combattuta il 20 aprile 1793 a Port-Saint-Père.

## La battaglia
Dopo aver sconfitto gli insorti in Bretagna, il generale Jean-Michel Beysser prese Nantes il 17 aprile e tre giorni dopo lasciò la città con 2 000 fanti, 200 cavalieri e 8 cannoni.
Beysser attraversò Bouguenais, i cui abitanti, pur avendo l'incarico di controllare i movimenti provenienti da Nantes, non diedero l'allarme per l'ingresso di Beysser, che, tuttavia, trovò il villaggio quasi deserto. Giunse quindi a Bouaye e ancora non trovò traccia dei vandeani.
Giunto a Port-Saint-Père alle 11 del mattino i repubblicani iniziarono a bombardare la città. I 200 vandeani a difesa del villaggio erano comandati da François Pajot e Lapierre e con tre cannoni, uno schierato sulla strada principale e gli altri due nel cimitero, cercarono di resistere il più possibile, sperando che François Charette giungesse in rinforzo da Machecoul. Dopo un lungo cannoneggiamento, Pajot e Lapierre furono feriti e si dovettero ritirare.

Nella ritirata, Chauvet, un ex militare della guardia nazionale, che dopo essere stato catturato dai vandeani era passato dalla loro parte come aiutante di campo di Pajot, lì tradì e aiutò i repubblicani a passare su un'imbarcazione il fiume che attraversa la città.
I repubblicani presero quindi Port-Saint-Père e nel suo rapporto Beysser riportò che le perdite sono di un solo uomo ucciso e sei feriti e che si impadronirono di quattro cannoni e 6 pierrier. Le perdite vandeane non sono note, Beysser scrisse nel suo rapporto di aver trovato solo due morti sul campo di battaglia.
Beysser rimane due giorni a Port-Saint-Père, prima di attaccare Machecoul.